# 文久
文久是日本的年號之一。在萬延之後、元治之前。指從1861年到1864年的期間。這個時代的天皇為孝明天皇。江戶幕府的將軍為德川家茂。

## 改元
- 萬延2年2月19日（公元1861年3月29日） 基於讖緯說故改元
- 文久4年2月20日（公元1864年3月27日） 改元為元治

## 出典
出自《後漢書·謝該傳》的「文武並用、成長久之計」。

## 文久年間要事
元年
- 2月 俄羅斯軍艦波薩多尼克號的對馬占領事件
- 5月東禪寺事件

2年
- 1月 發生幕府老中安藤信正遭襲擊之坂下門外之變。
- 2月11日，和宮親子內親王與德川家茂行婚禮儀式，即和宮降嫁。
- 4月薩摩藩的島津久光上京。德川慶喜就任將軍後見人。
- 8月生麥事件

3年
- 3月 將軍德川家茂上京。
- 5月長州藩在下關對外國艦隊進行砲擊。
- 7月薩英戰争
- 8月天誅組之變　於京都發生八月十八日政變。
- 9月井土谷事件
- 10月生野之變

### 逝世
- 元年　亨利・修斯肯（享年29）
- 2年　吉田東洋（暗殺　享年46）
- 3年　清河八郎（暗殺　享年34）　姊小路公知（暗殺　享年27）

## 西元對照表
| 文久 | 元年   | 2年    | 3年    | 4年    |
| 西元 | 1861年 | 1862年 | 1863年 | 1864年 |
| 干支 | 辛酉   | 壬戌   | 癸亥   | 甲子   |

## 相關項目
| 前一年號： 萬延 | 日本年號 | 下一年號： 元治 |